# Arenga caudata
Arenga caudata là loài thực vật có hoa thuộc họ Arecaceae. Loài này được (Lour.) H.E.Moore mô tả khoa học đầu tiên năm 1960.

## Hình ảnh

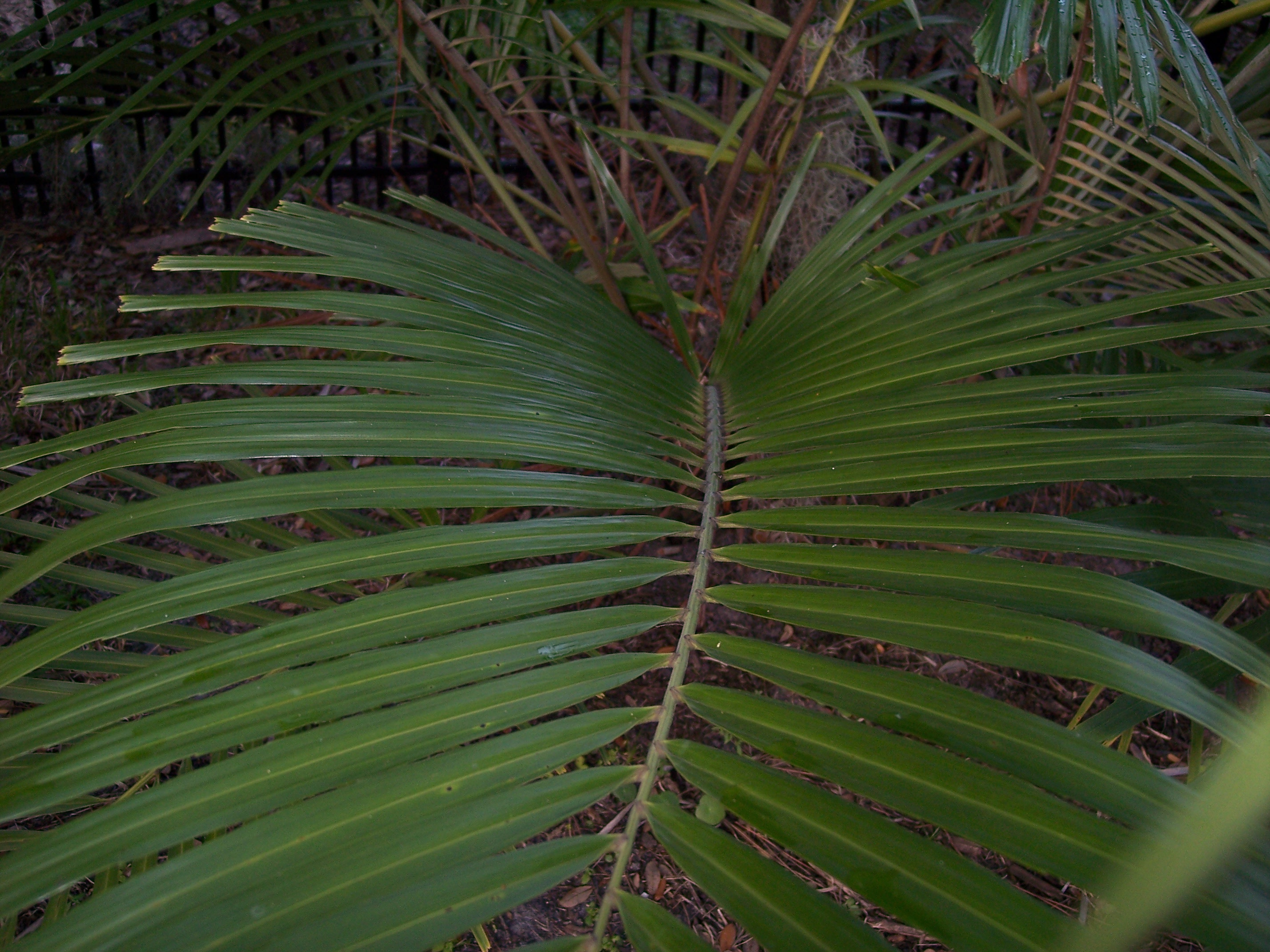
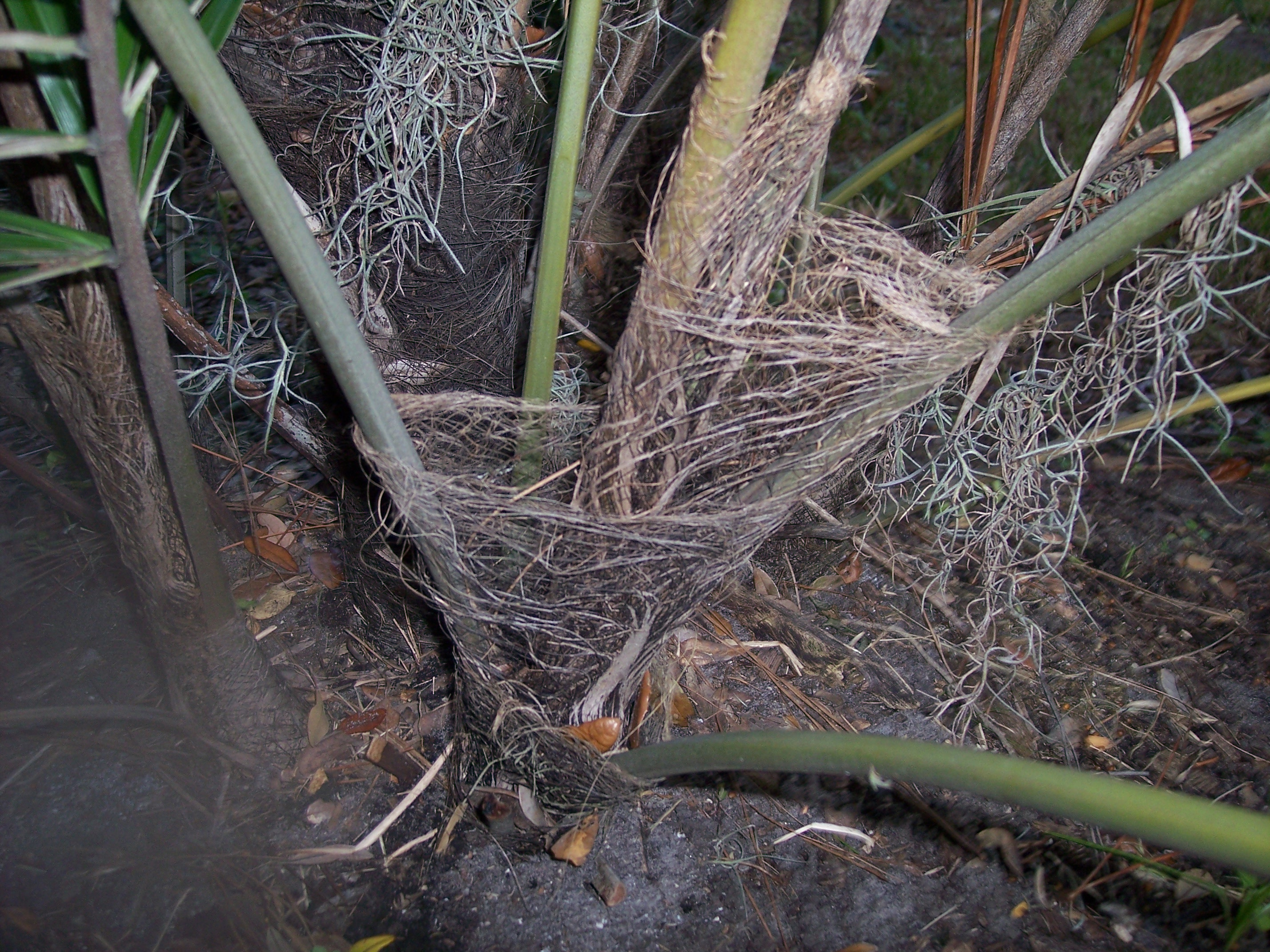